# Jury criminel en France
« Jury populaire » redirige ici. Pour les pays autres que la France, voir Jury.
Le jury criminel en France est un ensemble de citoyens formé par tirage au sort sur les listes électorales afin de siéger en tant que jurés lors d'un procès devant la cour d'assises. Son rôle est de juger l'affaire, autrement dit de décider la culpabilité ou non d'un accusé et la sanction à appliquer en cas de condamnation. Actuellement, ce jury est assisté par des magistrats du siège. En France, l'introduction du jury criminel remonte à la période révolutionnaire. La légitimité de cette instance, en opposition avec une cour de magistrats, ainsi que sa composition et son mode de désignation ont fait depuis l'objet de nombreux débats politiques.

## Histoire

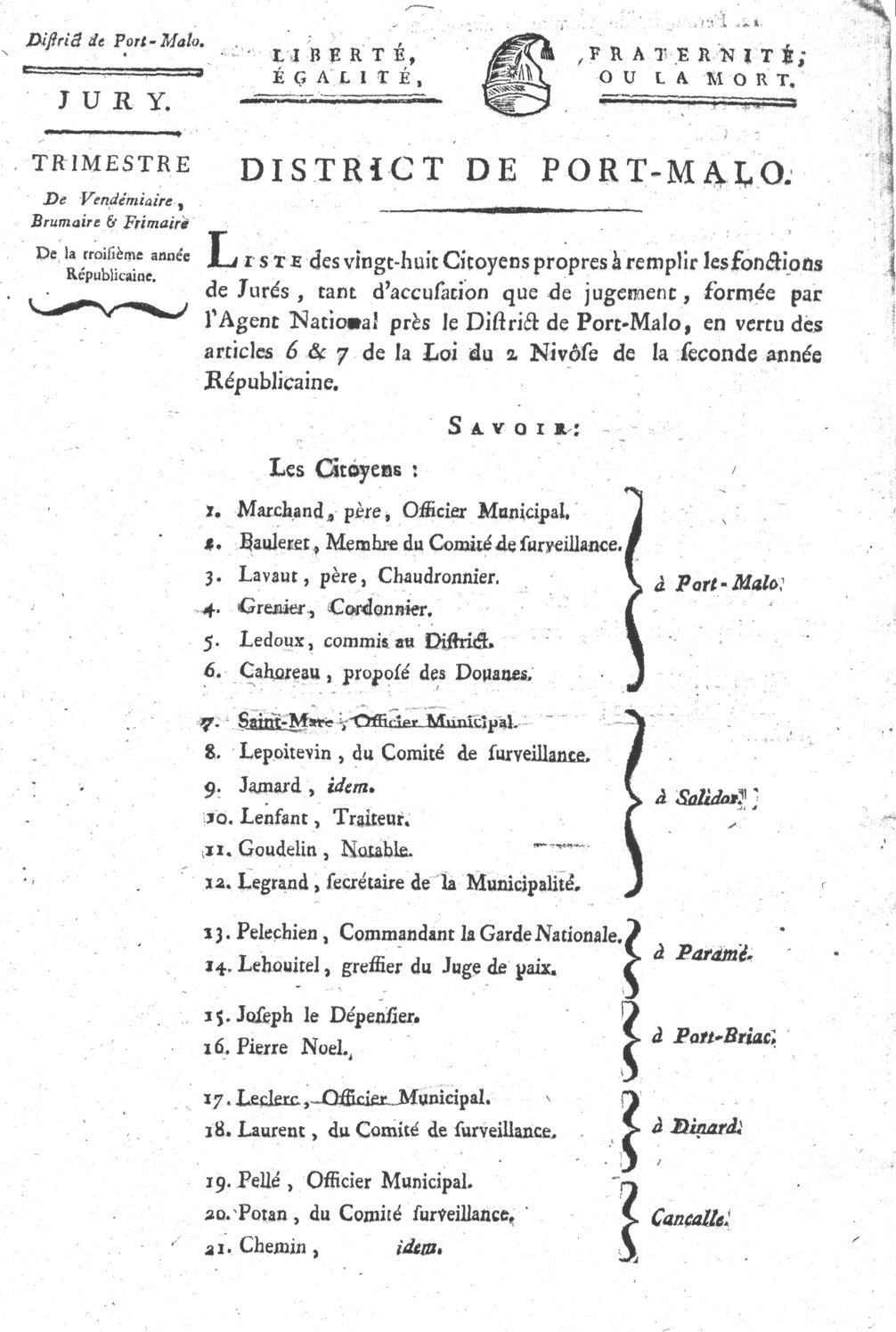
Liste imprimée des jurés du Tribunal de district de Saint-Malo pour le premier trimestre de l'an III. Articles 6 et 7 de la loi du 2 nivôse an II.

Les premiers jurys ont été instaurés en l'an II pour les Tribunaux criminels et les Tribunaux de district[réf. nécessaire]. Ils naissent avec la loi de 1791 et ne sont retenus que pour les affaires criminelles (et non civiles). Le groupe des jurés potentiels est défini par le cens des grands électeurs et leur désignation pour les procès est d'abord effectuée par le procureur général du département ou des représentants du gouvernement sous la Convention ; la sélection des jurés potentiels demeure opérée par une autorité administrative au XIXe siècle.
L'institution des jurys fait l'objet d'une lutte au XIXe siècle entre les notables conservateurs, qui selon Yves Sintomer « les traitèrent comme un avatar d'une justice populaire honnie depuis la Terreur [...] », et la gauche qui « prit résolument la défense de l'institution des jurys et milita pour leur extension et leur démocratisation, profitant de chaque poussée réformatrice ou révolutionnaire pour remettre ces questions sur le tapis ». Il souligne que « la démocratisation sociologique des jurys fut ainsi très progressive et il fallut attendre 1944 pour que les femmes soient admises à y participer, au moment même où elles devenaient électrices, et 1980 pour que la vieille revendication de la gauche d'un tirage au sort direct sur la liste des électeurs finisse par s'imposer. À cette date, les jurys d'assises n'étaient plus guère qu'une survivance, ne traitaient que d'un nombre de cas dérisoire au regard de la masse des procès et ne constituaient plus vraiment un enjeu de société : la nouvelle loi ne pouvait plus guère effaroucher ».
La désignation du jury populaire d'une cour d'assises a évolué avec le temps. En janvier 1977, Olivier Guichard, arrivé place Vendôme comme nouveau garde des sceaux, informe la presse de deux projets de réforme, l'un sur les jurys d'assises, l'autre sur le secret de l'instruction en rappelant que la désignation des premiers avait été très critiquée, y compris par le président de la République, lors du premier procès de Pierre Goldman en décembre 1974, déclenchant la  la création d'une commission de réflexion. La réforme de 1977 vise à ce que la composition sociologique et de genre de la population soient mieux représentés.
Depuis les années 1980, des cours d’assises sans jury jugent les crimes militaires en temps de paix, s’il existe un risque de divulgation d'un secret de la défense nationale, les actes terroristes, de trahison, d’espionnage, et d’atteinte à la défense nationale, de trafic de stupéfiants et de prolifération d’armes de destruction massive ou de leurs vecteurs.

## Composition

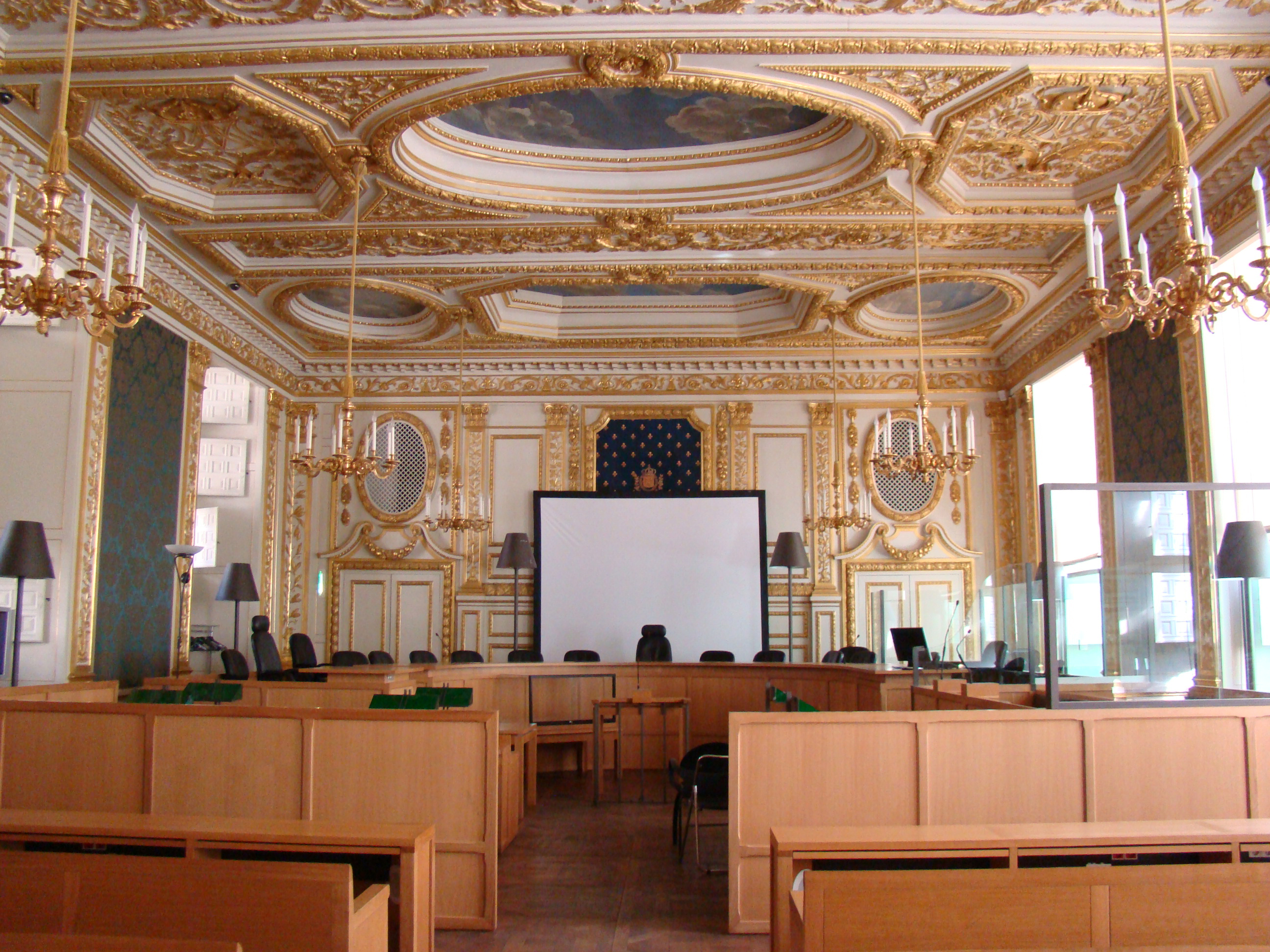
Cour d’assises de Rennes.

Le jury de jugement de la cour d’assises est composé de six jurés lorsque la cour statue en premier ressort et de neuf jurés lorsqu’elle statue en appel.
Le jury de jugement de la cour d’assises de Mayotte est composé de trois assesseurs-jurés en premier ressort et de six assesseurs-jurés en appel.
Le jury du Tribunal criminel de Saint-Pierre-et-Miquelon se compose de quatre jurés lorsque le tribunal criminel statue en premier ressort et de six jurés lorsqu'il statue en appel.

## Devoirs et droits
Le juré doit remplir un certain nombre de devoirs, mais il dispose aussi de droits pour bien exercer sa fonction.

### Devoirs
- Le devoir d'attention : le juré doit prêter une attention particulière aux débats, aussi bien à ceux qui font état de charges contre l'accusé qu'à ceux qui lui sont favorables. Si l'inattention d'un juré est évidente, la cour peut le remplacer par un juré supplémentaire. À défaut, cela pourrait conduire à la cassation de l'arrêt.
- Le devoir d'impartialité et l'interdiction de manifester son opinion : la présomption d'innocence est un principe fondamental de la justice pénale. Les jurés doivent donc rester impartiaux et ne manifester aucune opinion.
- L'interdiction de communiquer : les jurés s'engagent à ne pas parler de l'affaire avec d'autres personnes que les autres jurés et les magistrats de la cour. Ils ne peuvent pas parler avec les parties au procès ou à des journalistes.
- Le secret des délibérations : le secret garantit une totale liberté d'expression des jurés au cours du délibéré et les met à l'abri de toute pression. Sa violation constitue un délit puni d'une peine de prison et d'une amende. Le secret doit être maintenu même après la décision définitive.

### Droits
- Le droit à l'information : le président de la cour d'assises est tenu d'informer les jurés de leurs droits.
- Le droit de poser des questions : à l'accusé, aux témoins, aux experts. Il faut cependant avoir demandé la parole au président et veiller à ne pas manifester son opinion dans la question. Si le juré craint de faire une maladresse, il peut adresser un billet au président de la cour qui posera la question à sa place.
- Le droit de prendre des notes : cela est même recommandé.

## Serment
Les jurés doivent prêter serment à l'ouverture du procès. Le Président prononce alors ces paroles :
« Vous jurez et promettez d'examiner avec l'attention la plus scrupuleuse les charges qui seront portées contre X..., de ne trahir ni les intérêts de l'accusé, ni ceux de la société qui l'accuse, ni ceux de la victime ; de ne communiquer avec personne jusqu'après votre déclaration ; de n'écouter ni la haine ou la méchanceté, ni la crainte ou l'affection ; de vous rappeler que l'accusé est présumé innocent et que le doute doit lui profiter ; de vous décider d'après les charges et les moyens de défense, suivant votre conscience et votre intime conviction, avec l'impartialité et la fermeté qui conviennent à un homme probe et libre, et de conserver le secret des délibérations, même après la cessation de vos fonctions ».
Chaque juré est alors appelé individuellement à prêter serment, en levant la main et en disant « Je le jure ».

## Compétence
Par exception, les juridictions répressives comportant un jury criminel peuvent trancher les questions de nationalité qui se posent à l'occasion d'un procès pénal.